# 交差年代決定法
交差年代決定法（こうさねんだいけっていほう、英語:Cross-dating）とは、遺構や遺物など考古資料の年代を決定する方法で相関年代法の別称がある。原理的には、相対年代を対応させていき、すでに暦年代（実年代）がわかっている地域の編年に連結させていく方法である。

## 概要
交差年代決定法は、異なる地域間の考古資料を相互に型式学的に比較したり、また、出土の共伴関係などを比較検討したりすることによって、それぞれの地域の考古資料の年代対比を明らかにする方法である。この方法によって、たとえば日本列島のように文化的先進地帯である中国に近接した地域では、文献資料や紀年銘で年代の判明している中国側の資料と比較によって、弥生時代や古墳時代の資料について、暦年代をある程度は知ることができる。
これは単に暦年代を算出する手だてであるというだけではない。型式の網の目をどこまでも広げていく作業にみえて、そこからは年代的な接点だけではなく、さまざまなレベルで展開される文化の動態を明らかにすることも可能である。そういう意味で、考古学研究の常道であり、根幹をなす研究法だといえる。
なお、年輪年代学の領域でもクロスデイティング（交差年代決定法）の手法が採られる。

### 参照
1. 1 2  『最新日本考古学用語辞典』（1996）p.93

### 方法
- 層位学的研究法・型式学的研究法

### 対象
- 遺構・遺物・考古資料

### 年代
- 編年・絶対年代・相対年代・暦年代